# Lili la petite sorcière, le Dragon et le Livre magique
Série
Lili la petite sorcière : Le Voyage vers Mandolan
(2011)
Pour plus de détails, voir Fiche technique et Distribution.
Lili la petite sorcière, le Dragon et le Livre magique ou Lili la petite sorcière - Le dragon et le livre magique au Québec (Hexe Lilli: Der Drache und das magische Buch) est un film allemand réalisé par Stefan Ruzowitzky, sorti en 2009.

## Synopsis
Lili la petite sorcière et son ami Hector le dragon doivent venir en aide au monde de Mandolan.

## Fiche technique
Sauf indication contraire, les informations mentionnées dans cette section peuvent être confirmées par les bases de données cinématographiques IMDb et Allociné,  présentes dans la section « Liens externes ».
- Titre original : Hexe Lilli: Der Drache und das magische Buch
- Titre français : Lili la petite sorcière, le Dragon et le Livre magique
- Titre québécois : Lili la petite sorcière - Le dragon et le livre magique
- Réalisation : Stefan Ruzowitzky
- Scénario : Ralph Martin, Armin Toerkell et Stefan Ruzowitzky, avec Knister (co-scénariste), d’après les romans de de Knister
- Musique : Ian Honeyman
- Décors : Isidor Wimmer
- Costumes : Nicole Fischnaller
- Photographie : Peter von Haller
- Son : Christian Bischoff, Mario Hubert, Mathias Maydl, Heiko Müller, Chris Rebay
- Montage : Britta Nahler
- Production : Michael Coldewey, Martin Husmann et Corinna Mehner
  - Production exécutive : Markus Golisano
  - Production déléguée : Tom Roca
  - Production associée : Andreas Peschel-Mehner
  - Coproduction : Wolfgang Braun, Christoph Fisser, Maike Haas, Danny Krausz, Thomas Menne, Henning Molfenter, Justyna Müsch, Amedeo Pagani, Julia Steinweg, Charlie Woebcken et Sonja B. Zimmer
- Sociétés de production[1] :
  - Allemagne : Blue Eyes Fiction GmbH & Co. KG et Trixter, en association avec Blue Eyes Film & Television GmbH & Co. KG, en coproduction avec Babelsberg Film et Studio Babelsberg
  - États-Unis : en coproduction avec Buena Vista International
  - Italie : en coproduction avec Classic
  - Autriche : en coproduction avec DOR FILM Produktionsgesellschaft m.b.H.
  - Espagne : en coproduction avec Steinweg Emotion Pictures
- Sociétés de distribution : Walt Disney Studios Motion Pictures (Allemagne, Italie, Autriche, Espagne, Suisse) ; Metropolitan Filmexport (France) ; Kinepolis Film Distribution (Belgique)[2]
- Budget : 10 millions de $[3]
- Pays de production :  Allemagne[4],[N 1]
- Langues originales : allemand, italien
- Format : couleur — 35 mm — 1,85:1 — son Dolby Digital 2.0
- Genre : aventure, comédie, fantastique
- Durée : 89 minutes
- Dates de sortie[5] :
  - Allemagne, Autriche : 19 février 2009
  - Espagne : 12 juin 2009
  - France : 12 août 2009[6]
  - Belgique : 12 octobre 2009 (Festival du film de Gand) ; 21 octobre 2009 (sortie nationale)[7]
  - Italie : 9 décembre 2009 (Courmayeur Noir in Festival) ; 12 février 2010 (sortie nationale)
- Classification[8] :
  - Allemagne : tous publics (FSK 0)
  - Italie : tous publics (T - film per tutti)[9]
  - Autriche : non recommandé aux moins 6 ans[10]
  - Espagne : tous publics[11]
  - France : tous publics (conseillé à partir de 8 ans)[6],[12]
  - Belgique : tous publics (Alle Leeftijden)[7]

## Distribution
- Alina Freund (VF : Rebecca Benhamour) : Lilli
- Sami Herzog : Leon
- Michael Mittermeier : Hektor (voix)
- Pilar Bardem : Surulunda
- Ingo Naujoks : Hieronymus
- Anja Kling : Mutter
- Yvonne Catterfeld : la jolie blonde
- Karl Markovics : Alfred
- Erwin Steinhauer : Mops (voix)
- Adele Neuhauser : Surulunda (voix)
- Theo Trebs : Andreas
- Leonard Boes : Jonas
- Antonia von Melville : Mona
- Antonia Cäcilia Holfelder : l'institutrice Grach
- Irm Hermann : l'agent immobilier

 Source et légende : version française (VF) sur RS Doublage

## Accueil
Télérama a qualifié le film de « conte gentillet pour enfants sages ».

## Distinctions

### Récompenses
- German Children's-Film & TV-Festival 2009 :
  - Prix de la Chancellerie d'État de Thuringe du meilleur réalisateur décerné à Stefan Ruzowitzky
  - Prix du Jury d'enfants Golden Sparrow du meilleur long métrage décerné à Stefan Ruzowitzky, Armin Toerkell et Ralph Martin
  - Prix du Jury d'enfants Golden Sparrow de la meilleure actrice décerné à Alina Freund
- Festival du film de Munich 2009 : prix éléphant blanc du meilleur acteur enfant pour Alina Freund

### Nomination
- German Film Awards 2009 : meilleur film pour enfants ou jeunesse pour Michael Coldewey et Corinna Mehner

## Éditions en vidéo
En France, le film Lili la petite sorcière, le Dragon et le Livre magique est sorti en DVD le 12 janvier 2010 et en VOD le 1er octobre 2021.